# Калицкий, Казимир Петрович
Казимир Петрович Калицкий (4 [16] марта 1873, Санкт-Петербург — 28 декабря 1941, Ленинград) — русский и советский учёный-геолог Геолкома, профессор, один из крупнейших специалистов по геологии нефтяных месторождений Поволжья, Дагестана, Грозненского района, Апшеронского полуострова, Туркмении, создатель первого учебника «Геология нефти» на русском языке (1921).

## Биография
Родился 4 (16) марта 1873 года в Санкт-Петербурге в семье фельдшера Петра Викентьевича и сестры милосердия Луизы Павловны. Отец скончался от туберкулёза (1876). Мать была вынуждена отдать ребёнка в приют, в котором он жил и учился с восьми до пятнадцати лет. В свободное от занятий время всегда читал, в совершенстве овладел немецким языком.
В 1899 году окончил Горный институт в Санкт-Петербурге.
С 1901 работал в Геологическом комитете, а после его расформирования в 1930 году в реорганизованном «Нефтяном геологоразведочном институте» (ВНИГРИ ГГРУ).
27 ноября 1920 года был избран заведующим Нефтяной секцией Геологического комитета, оставался на этой должности до 1 декабря 1925 года. С 8 мая 1926 года по 17 апреля 1928 года вновь был заведующим.
Одновременно он два курса преподавал в Горном институте (1921—1923). Цикл его лекций «Геология нефти» стал в 1921 году первым отечественным учебником для студентов по этой теме.
Провёл многочисленные геологические исследования в Средней Азии, на Кавказе и в других нефтеносных районах страны, разработал метод структурных карт для разведки и эксплуатации нефтяных месторождений.
Один из основоположников органической теории происхождения нефти; обосновал гипотезу её биогенного происхождения (из морской травы) непосредственно на месте последующего залегания. Во времена руководства советской нефтяной геологии И. М. Губкиным гипотеза Калицкого клеймилась как «реакционная» и даже рассматривалась в рамках «дела о вредительстве в нефтяной промышленности» (1929—1931).
В 1920—1925 годах руководил нефтяной секцией Центрального геологического комитета Главного управления горной промышленности ВСНХ.
В 1927—1928 годах был в командировке (от ВСНХ) в США и на Кубе, встречался с генетиками, геологами и палеонтологами, написал отчёт о поездке.
29 марта 1929 года был привлечён к следствию по Делу Геолкома («Дело о контрреволюционной и шпионской организации в Геологическом комитете ВСНХ СССР»). В апреле 1929 его показания по этому делу были выделены и переданы в Москву. 27 сентября 1929 года за недоказанностью виновности К. А. Прокопова и К. П. Калицкого выпустили на свободу и суду не подвергали.
23 мая 1934 года был утверждён в учёной степени доктора геологических наук без защиты диссертации.
23 января 1935 года получил звание действительного члена Института (НГРИ) по специальности — нефтяная геология. В том же году 11 февраля праздновался пятилетний юбилей Нефтяного Института. На этом юбилее был отмечен званием «ударник» и «почётный геолог», от Главнефти получил денежную премию — 1500 рублей.
В 1937 был участником 17 сессии Международного геологического конгресса, проходившего в СССР.
22 февраля 1941 года Высшая Аттестационная Комиссия постановила: Утвердить Калицкого К. П. в учёном звании профессора по специальности «Геология нефти».
Скончался 28 декабря 1941 года в блокадном Ленинграде, от воспаления лёгких. Похоронен 2 января 1942 года на Литераторских мостках.

## Семья
- Жена (с 1920) — Вера Павловна (1882—1951); в девичестве Абрамова, в первом браке Гриневская, химик Геолкома, писатель[8]; ранее была замужем за писателем Александром Грином (1910—1913)[9].

## Вклад в науку
Составил точные геологические карты нефтеносных районов Поволжья, Ухты, Азербайджана, Дагестана, Туркмении и Узбекистана.
Читал первый в России курс «Геология нефти» в Горном институте (1920—1923).
Разработал метод структурных карт для разведки и правильной разработки месторождений нефти.
Публикации по стратиграфии, тектонике, грязевым вулканам и формированию нефтяных залежей. Развивал гипотезу происхождения нефти из морских трав.
Посмертно была издана (1944) его книга «Научные основы поисков нефти». После сессии ВАСХНИЛ 1948 года, представления К. П. Калицкого и его последователей о происхождении нефти и формировании её залежей были названы «псевдонаучными реакционно-идеалистическими». Практически общепринятая в настоящее время осадочно-миграционная теория происхождения нефти (Н. Б. Вассоевич и др.) во многом основана на исходных идеях теории К. П. Калицкого.

## Награды, звания и премии
- 1923 — Письменная благодарность от Совета Горного института за впервые прочитанный курс «Геология нефти».
- 1935 — присвоено звания «Почётный геолог»
- 1935 — Действительный член Нефтяного геологоразведочного института по специальности «Нефтяная геология»
- 1935 — Премия Главного управления нефтяной промышленности (Главнефть, Наркомтяжпром СССР)
- 1940 — Отличник социалистического соревнования Наркомнефти СССР, плодотворную работу в области нефтяной геологии в течение 38 лет, открытия ряда месторождений и ценное научное руководство Институтом.
- 1943 — Премия (посмертно) за открытие Махачкалинского нефтяного месторождения[13].

## Членство в научных обществах
- 1919 — Русское палеонтологическое общество[14]
- Научное инженерно-техническое общество

## Адреса
Жил и работал в Санкт-Петербурге / Петрограде / Ленинграде:
- Детство прошло в районе Парк Екатерингоф
- 1928 — Зверинская улица, дом 17-б, квартира 25.[15]
- 5 Линия Васильевского острова, дом 54, квартира 10.[16]

## Публикации
Основные книги:
- Калицкий К. П. Геология нефти: Лекции, читанные в Петроградском горном институте. — Петроград, 1921. — 224 с.
- Калицкий К. П. Подземное картирование. М.; Л.: ГОНТИ, 1933. 131 с.
- Калицкий К. П. Нефтепроизводящие свиты. Л.; М.; Новосибирск: Госгеонефтеиздат, 1934. 70 с.
- Калицкий К. П. Остатки водорослей как возможный исходный материал для образования нефти. / А. А. Клубов. — Труды Нефтяного геолого-разведочного института: Новая серия, Выпуск 13. — Москва, Ленинград: Государственное научно-техническое издательство нефтяной и горно-топливной литературы (Гостоптехиздат), 1940. — 71 с. — 500 экз.
- Калицкий К. П. Научные основы поисков нефти / С. И. Миронов. — ВНИИ. — Москва, Ленинград: Государственное научно-техническое издательство нефтяной и горно-топливной литературы (Гостоптехиздат), 1944. — 244 с. — 2000 экз.

## Память
В честь К. П. Калицкого названы:
- Пик Калицкого у подножия горы Эльбрус, Кавказ, высота 3581 м.
- Новые виды вымерших ископаемых организмов[17]:
  - Двустворчатый моллюск[уточнить] (палеоген Средней Азии)
  - Морской ёж[уточнить].

- Во ВСЕГЕИ была установлена мемореальная доска, о том что там работал К. П. Калицкий[18]
- Во ВНИГРИ присуждался «Диплом имени профессора К. П. Калицкого».

К 150-летнему юбилею К. П. Калицкого (2023) были сделаны доклады и опубликованы серии статей и докладов:
- Навроцкий О. К., Зинченко И. А., Еналиев И. Р. Воспоминание о Казимире Петровиче Калицком — геологе и ученом // Недра Поволжья и Прикаспия. 2023. Вып. 109. С. 42-51.
- Второв И. П. Вклад К. П. Калицкого в нефтяную геологию юга России: К 150-летию со дня рождения // XIII Всероссийская научно-техническая конференция с международным участием «Современные проблемы геологии, геофизики и геоэкологии Северного Кавказа» (ГеоКавказ-2023): [Владикавказ, 4-8 октября 2023 г.]. Грозный: ГГНТУ им. акад. М. Д. Миллионщикова, 2023. С. 715—721.
- Второв И. П. Жизнь и труды К. П. Калицкого: К 150-летию со дня рождения // История наук о Земле. Сборник статей. Вып. 7. М.: Янус-К, 2023. С. 110—114.
- Второв И. П. Теории К. П. Калицкого в геологии нефти: К 150-летию со дня рождения // Будущее истории науки: исследования, преподавание, популяризация (К 70-летию СПбФ ИИЕТ РАН): Материалы 44 Международной годичной научной конференции Санкт-Петербургского отделения Российского национального комитета по истории и философии науки: [Санкт-Петербург, 23-27 окт. 2023 г.]. СПб: СПбФ ИИЕТ РАН, 2023. С. 168—169. (Наука и техника: Вопросы истории и теории; Вып. 39).
- Подготовлена к печати книга «Казимир Петрович Калицкий: жизнь и труды» (В. П. Калицкая, 1945), которая имеет сопроводительные статьи и более 650 научных комментариев и примечаний.

## Критика
Польские и азербайджанские историки c 2008 года считают, что К. П. Калицкий был «польским геологом».
После Сессии ВАСХНИЛ (1948 года) и последовавших сессий нефтяных институтов (1948—1949), теории нефтеобразования К. П. Калицкого начали критиковать как «лженаучные, метафизические и идеалистические»:
1951:

Простое сравнение концепции И. М. Губкина по вопросу о формировании залежей нефти с концепцией К. П. Калицкого показывает научную обоснованность первой и лженаучность, метафизичность концепции К. П. Калицкого.
1958:

Будучи страстным полемистом и критиком К. П. Калицкий приобрел среди отечественных и зарубежных геологов большой авторитет. Советские геологи высоко оценивают деятельность Калицкого, выдающегося полевого геолога и ученого, но отвергают некоторые его теоретические воззрения. Критика теоретических взглядов Калицкого имеется в работах различных авторов, в частности в книге И. М. Губкина «Учение о нефти».
1958:

Калицкий развивал гипотезу о происхождении нефти из морских трав. Считал что миграция нефти не играет роли в формировании нефтяных залежей. Это положение, как и некоторые другие положения Калицкого не разделяются большинством геологов.